# Eupithecia breviculata
Eupithecia breviculata es una especie de polilla de la familia Geometridae. La especie fue descrita por primera vez por Hugues Fleury Donzel habiendo sido descrita en 1837, con una amplia distribución en Europa, África y Asia Central. El sintipo de la especie fue descrita en los Alpes, a nivel de Hières-sur-Amby. Es el nombre de un grupo de especies con morfología similar.

## Descripción
La envergadura de las alas es de 15 a 20 mm. Los adultos vuelan de abril a junio y nuevamente de julio a agosto en dos generaciones por año. Las larvas se alimentan de las flores de las especies Peucedanum y Pimpinella. La especie pasa el invierno en estado de pupa.
Cuenta con dos subespecies: Eupithecia breviculata breviculata y Eupithecia breviculata georgica Vojnits, 1977